# Oldfield Thomas
Michael Rogers Oldfield Thomas (21. února 1858, Millbrook – 16. června 1929, Londýn) byl anglický zoolog Přírodopisného muzea v Londýně, kde se věnoval savcům. Popsal asi 2000 nových druhů a poddruhů.
Do Přírodopisného muzea nastoupil roku 1876, ve svých osmnácti letech, na úřednický post. Jeho schopnosti přiměly vedení přeřadit ho z úřednického do vědeckého personálu. Vzdělání si doplnil u Thomase Henryho Huxleyho na Royal College of Science. Byl zařazen do zoologického oddělení a dostal na starost systematiku savců. V roce 1891 se oženil s Mary Kaneovou, dcerou baroneta Andrewa Clarka. Získal tak jmění, které mu dovolilo najmout sběratele savců z celého Britského impéria. Sám také prováděl terénní výzkum v západní Evropě a Jižní Americe. Jeho žena sdílela jeho zájem a doprovázela ho na sběratelských výpravách. V roce 1896, když William Henry Flower převzal kontrolu nad zoologickým oddělením, najal Richarda Lydekkera, aby organizoval expozice, což Thomasovi umožnilo soustředit se na výpravy a taxonomii. Oficiálně odešel z muzea v roce 1923, ale dál pokračoval ve sběratelské práci. Populární pověst tvrdí, že se zastřelil u svého pracovního stolu v muzeu, ve skutečnosti se tak stalo doma, asi rok po smrti své ženy, s níž se nevyrovnal.